# تپه خون کافران (ریش کافران)
تپه خون کافران (ریش کافران) مربوط به هزاره سوم تا ۱ قبل از میلاد است و در شهرستان ملایر، بخش سامن، روستای طجر واقع شده و این اثر در تاریخ ۱۰ دی ۱۳۸۱ با شمارهٔ ثبت ۷۰۳۷ به‌عنوان یکی از آثار ملی ایران به ثبت رسیده است.